# Pico da Cancela
O Pico da Cancela é uma elevação portuguesa localizada no concelho de Angra do Heroísmo, ilha Terceira, arquipélago dos Açores.
Este acidente montanhoso de origem vulcânica encontra-se dentro da Reserva Florestal Natural da ilha Terceira geograficamente localizado na parte Oeste da ilha Terceira, eleva-se a 635 metros de altitude acima do nível do mar e encontra-se intimamente relacionado com a formação geológica dos contrafortes do vulcão da Serra de Santa Bárbara do qual faz parte, fazendo com esta montanha parte da maior formação geológica da ilha Terceira que se eleva a 1021 metros acima do nível do mar e faz parte do conjunto montanhoso denominado como Serra de Santa Bárbara.
Nas imediações do Pico da Cancela encontra-se o Pico Gaspar, e o Pico da Lomba bem como o local denominado Mistério Negro, sítio de especial importância pela grande quantidade de plantas endémicas das Florestas da Macarónesia que nesta área se encontra.